# Kelch (Gefäß)

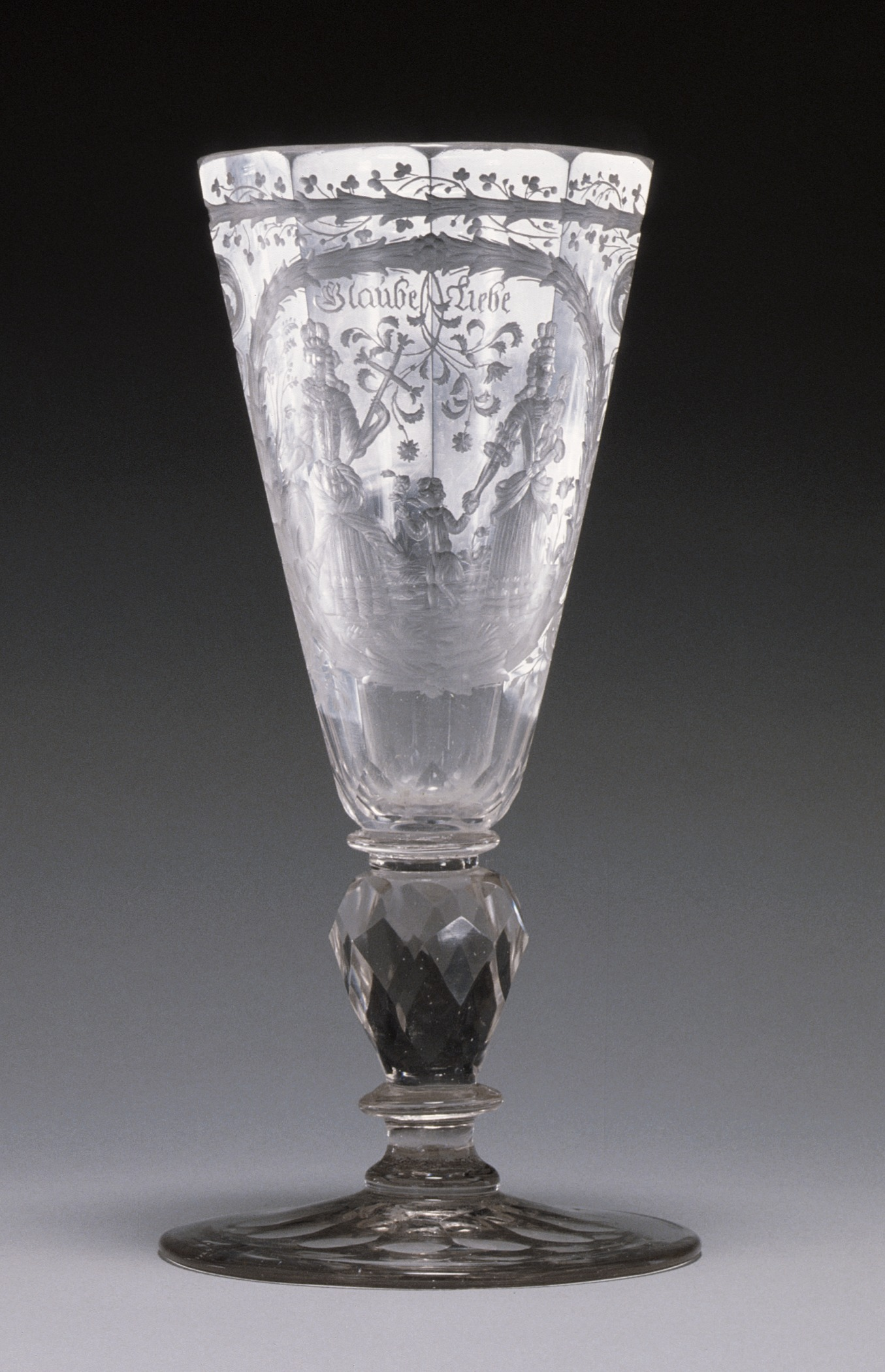
Kelch, Schlesien (1700–1710)

Der Kelch (von griech.-lat. calix: Becher) ist ein deckel- und henkelloses Gefäß, bestehend aus Cuppa (Schale), Nodus (Knauf), Stilus (Schaft) und Pes (Fuß).
Die Bezeichnung wird im gegenwärtigen Sprachgebrauch überwiegend auf den in der Liturgie gebrauchten Kelch angewendet. Für andere Bedeutungen wird das Wort, wenn es nicht poetisch benutzt wird (auch im übertragenen Sinne für Schicksal, göttliche Prüfung), besser in Zusammensetzungen verwendet (Kelchglas, Kelchform, Blütenkelch). Vom Pokal unterscheidet sich der Kelch durch seine zeremonielle Funktion, vom Becher durch den hohen Fuß und vom Ziborium (Speisekelch) durch den Deckel und seine andere liturgische Bestimmung.
Historisch sind Kelch und Pokal mit der Trinkschale (Kylix) der griechischen Antike verwandt.

## Der Kelch des Schicksals: Segen – Glück – Unglück – Strafe
Seit der frühen Antike ist der besondere Becher, der Kelch, auch symbolisch und in Riten anzutreffen. Ein goldener oder mit Gold gefüllter Kelch kann als Siegespreis, Tribut oder Festgeschenk gereicht werden. Der Schierlingsbecher ist aber auch Hinrichtungsmethode und so kann der Kelch auch ein Sinnbild für Strafe und tödliches Schicksal werden. Entsprechend ist auch schon vom Ende des 3. Jahrtausends von den Babyloniern belegt, dass aus den Bewegungen des in einen Kelch gegossenen Öls das Schicksal ermittelt wird (Mantik). Im Gestus des Zuprosten mit einem Trinkspruch zugunsten eines Menschen hat sich die Verbindung von Schicksal und Kelch erhalten.
In der Hebräischen Bibel und im Neuen Testament taucht der Kelch vielfach auf. Häufig als Gerichtssymbol (Taumelbecher). Für Jesus steht „der Becher“ – (Mt 20,22 ) par im Dialog mit den Zebedäussöhnen, (Lk 22,42 ) u.ö. im Angesichts des Kreuzes – sinnbildlich für das Schicksal, das er und die, die ihm nachfolgen wollen, auf sich nehmen („trinken“) müssen.

## Bekannte Kelche
- Tassilokelch
- Heiliger Gral
- Feuerkelch in Harry Potter und der Feuerkelch